# Dracaena petiolata
Dracaena petiolata är en sparrisväxtart som beskrevs av Joseph Dalton Hooker. Dracaena petiolata ingår i släktet dracenor, och familjen sparrisväxter. Inga underarter finns listade i Catalogue of Life.